# سورا توکویی
سورا توکویی (انگلیسی: Sora Tokui; ۲۶ دسامبر ۱۹۸۹ – ) خواننده، صداپیشه، مانگاکا، و تهیه‌کننده تلویزیونی اهل ژاپن بود.